# Captura del barco Presidente Mitre
La captura del barco Presidente Mitre, de pabellón argentino, mientras hacía un viaje de cabotaje en aguas del Atlántico Sur hacia el puerto patagónico de San Antonio, fue realizada el 28 de noviembre de 1915 por el buque de guerra británico RMS Orama y ocasionó un incidente diplomático entre los dos países involucrados que finalizó cuando unos meses después fue devuelto el buque y su carga.

## Posición argentina ante la Gran Guerra
La Primera Guerra Mundial (1914-1918) enfrentó por una parte a 28 países denominados «Aliados»: Francia, Gran Bretaña,¨Rusia, Serbia, Bélgica, Canadá, Portugal, Japón, Estados Unidos (desde 1917), así como Italia, que había abandonado la Triple Alianza y por la otra a las «Potencias Centrales», integrada por los imperios Austrohúngaro, Alemán y Otomano, acompañados por Bulgaria. El vicepresidente de Argentina Victorino de la Plaza, que al iniciarse la guerra el 28 de julio de 1914 se hallaba a cargo de la Presidencia porque el presidente Roque Sáenz Peña estaba en uso de licencia por enfermedad, declaró el 5 de agosto la neutralidad del país frente al conflicto.

### Normas internacionales
Si bien estaba aceptado por la comunidad internacional lo dispuesto en el artículo 57 de la Declaración de Londres de 1909 en el sentido de que el carácter neutral o enemigo de un buque se determinaba por la bandera que tiene derecho a usar, Gran Bretaña que al comienzo de la guerra había aceptado tal regla dispuso a partir del 25 de octubre de 1915 que se guiaría por la nacionalidad de los propietarios del barco y su residencia. Por otra parte, entre Gran Bretaña y Argentina estaba en vigencia el tratado firmado el 10 de julio de 1853 que declaraba que en caso de guerra se aseguraba a todos los países sin excepción la libre navegación entre puertos de esta última, salvo para el caso de carga de materiales bélicos.

## El buquePresidente Mitre
El buque «Presidente Mitre», cuyo nombre anterior fue «Argentina» había sido construido en 1894 en los astilleros «Reihetot´g Schiffsw», en Alemania, desplazaba 2.189 toneladas, tenía la matrícula Argentina n* 12.267 y cubría desde hacía 9 años el servicio de cabotaje entre los puertos de San Antonio, Pirámides, Puerto Madryn, Comodoro Rivadavia, San Julián, Santa Cruz y Río Gallegos. El barco tenía la matrícula argentina n* 12.267 y su propietaria era la compañía alemana Hamburgo Sud-Americana. Al ser capturado llevaba 2.000 toneladas de carga general, 7 toros de raza y 247 carneros finos y maquinarias. Parte de esa carga estaba constituida por 1050 toneladas de material para la construcción del ferrocarril patagónico, 5 perforadoras, 25 bultos de instrumentos para la Oficina Meteorológica del Sur, productos farmacéuticos para Puerto Deseado y 267 sacas de correspondencia. Llevaba 81 tripulantes (37 argentinos, 11 alemanes y 33 de países neutrales) y 208 pasajeros.

## Captura del buque
El 29 de noviembre de 1915 siendo las 13 horas cuando el buque «Presidente Mitre» se encontraba en el Atlántico Sur a unas 12 millas del faro de Punta Médanos fue interceptado por el crucero británico «Orama» que mediante señales de bandera le ordenó detenerse. Cuando así lo hizo fue abordado por una lancha con 2 oficiales y 9 marineros que intervinieron la cabina telegráfica y exigieron la entrega de la documentación correspondiente al barco, la tripulación, la carga y los pasajeros. También dispusieron que se arriara la bandera argentina del buque y trasladaron los pasajeros y tripulantes con sus equipajes para desembarcarlos en Montevideo el 2 de diciembre y fondearon luego el barco en medio del Río de la Plata.

## Protesta argentina
En Argentina el episodio de la captura trascendió por informaciones periodísticas y causó viva inquietud y fuertes protestas internas. El ministro de Relaciones Exteriores José Luis Muratore primero solicitó explicaciones al gobierno británico y luego comunicó su protesta exigiendo disculpas y pidiendo la devolución del barco y que se impartieran órdenes a la escuadra británica del Atlántico para que no impidiera el servicio regular de los demás buques en la navegación entre los puertos argentinos de la costa, si bien en privado admitió su impotencia, dado que el armamento naval de que disponía el país era muy inferior al de Gran Bretaña.
Las autoridades británicas justificaron la captura en que el presidente Mitre pertenecía a la Línea Nacional del Sur, una firma subsidiaria de la Hamburg-Südamerikanische-Dampfschifffahrtgesellschaft (Compañía de Navegación a Vapor Hamburgo Sudamericana) y lo declararon incorporado a su flota. En tanto el diputado conservador Estanislao Zeballos (que había sido ministro de Relaciones Exteriores en tres oportunidades) solicitó en la Cámara de Diputados la interpelación al canciller Murature y exigió su renuncia mientras medios de prensa opositores al gobierno, como La Prensa, calificaron el hecho como un vergonzoso atropello al orgullo nacional. El 21 de diciembre de 1915, el gobierno británico respondió satisfactoriamente al gobierno argentino, notificando que estaba dispuesto a devolver el barco apresado a pesar de su condición de enemigo, como un gesto hacia las autoridades argentinas y porque se trataba de un servicio local, devolución que se concretaría si el gobierno la aceptaba sin prejuzgar la cuestión general y abandonaba todo reclamo por daños morales o materiales en cuyo caso también se impartirían órdenes para que no se capturen los otros buques de la línea Hamburgo Sudamericana que navegaban con la bandera argentina. La aceptación por parte del gobierno de la Plaza de las condiciones impuestas por las autoridades británicas, implicó que no se recibieran reparaciones de ningún tipo por parte del gobierno ni por los particulares perjudicados con la captura del buque; además, las autoridades del Reino Unido se reservaron el derecho de volver a intervenir en el futuro. Esta resolución del incidente recibió las críticas del entonces diputado Estanislao Zeballos y las de los radicales, quienes opinaron que las condiciones de la devolución del barco de vapor fueron humillantes y constituyeron una deshonrosa muestra de sumisión y obsecuencia al gobierno británico por parte del gobierno de Victorino de la Plaza. Finalmente el 20 de enero de 1916 el buque fue devuelto en Buenos Aires.